# Геомагнітна буря листопада 1882
Геомагнітна буря 17 листопада 1882 року — геомагнітна буря та пов'язане з нею полярне сяйво. Ця подія сталася протягом тривалого періоду сильної геомагнітної активності у 12-му циклі сонячної активності. Цю подію, зокрема, пам'ятають у зв'язку з незвичайним «авроральним променем» (англ. auroral beam), який спостерігали астроном Едвард Волтер Маундер з Гринвіцької королівської обсерваторії та Джон Ренд Капрон з графства Суррей.

## Магнітні прояви
Газеті «Нью-Йорк Таймс» та інші газети повідомляли, що магнітна буря, яка спричинила яскраве полярне сяйво у листопаді 1882 року, вплинула на телеграфні системи, які в деяких випадках вийшли з ладу. Газета «Savannah Morning News» повідомила, що «розподільник у чиказькому офісі Western Union кілька разів займався, й обладнання було значно пошкоджено. З Мілуокі „спонтанний електричний струм“ одного разу був настільки сильним, що зміг запалити електричну лампу». Вимірювання, проведені у Великій Британії, де також постраждав телеграф, показали наявність телуричного струму, що був у п'ять разів сильнішим за нормальний.

## Полярне сяйво

### Полярні спостереження
Під час цієї події яскраві полярні сяйва спостерігали з усього світу. Завдяки тому, що подія відбулася протягом Першого Міжнародного полярного року, було зроблено й кілька спостережень з полярних широт. В одному випадку двоє членів трагічної експедиції Леді Франклін Бей, у тому числі астроном Едвард Ізраель, під час спостережень у Форт-Конгер поблизу північного магнітного полюса інстинктивно пригнулися, щоб захиститись від полярного сяйва, «яскравого, як повний місяць».

### Спостереження у Сполучених Штатах
Газета «Philadelphia Inquirer» від 18 листопада повідомила про «сяйво таке яскраве, як денне світло» в Шаєнні та «криваво-червоне» небо в Сент-Полі. У статті 1917 року для Національної академії наук інженер-електрик Еліу Томсон описав, як бачив «кольорові стрімери, що йдуть вгору звідусіль до зеніту — з півночі, сходу, заходу та півдня», з «великими масами або широкими смугами на сході та заході».

### Промінь Капрона

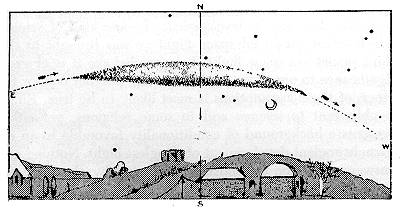
Дивне явище 17 листопада 1882 року, яке спостерігав і описав Едвард Волтер Маундер в журналі Observatory (журнал) за червень 1883 року (с. 192—193) та квітень 1916 року (с. 213—215), і яке він назвав «дивним небесним гостем». Малюнок зроблений астрономом Джоном Рендом Капроном, дослідником полярних сяйв з обсерваторії Гоґз-Бек, графство Суррей, Велика Британія. Праворуч під сяйвом зображений півмісяць. — «Philosophical Magazine», травень 1883.

Найнезвичайніше явище — авроральна буря, яку спостерігали в Європі 17 листопада близько 18:00, була детально описана різними способами, зокрема як «промінь», «веретено», «певне тіло» з формою, схожою на «дирижабль», та блідо-зеленим кольором, що проходило від горизонту до горизонту над Місяцем. Явище, яке пройшло небом приблизно за сімдесят п'ять секунд, задокументував вченим-аматор та астроном Джон Ренд Капрон у Гілдауні, графство Суррей. Капрон зробив малюнок того, що він назвав «променем полярного сяйва». Згодом він опублікував цей малюнок у своїй статті у «Philosophical Magazine». У статті Капрон зібрав двадцять шість окремих звітів, більшість з яких надійшли з Великої Британії: серед них були повідомлення про торпедоподібний вигляд об'єкта та видиме темне ядро. Кілька кореспондентів Капрона припустили, що це явище могло бути метеором, але Капрон (і Маундер, який написав примітку в «The Observatory» про дослідження Капрона) вважали, що це могло бути короткочасне освітлення інакше невидимої авроральної дуги.
Письменник Чарльз Форт пізніше згадав про цей інцидент у своїй книзі «Книга проклятих», у якій він зібрав додаткові звіти з різних статей (у тому числі кілька в журналі «Nature»), опублікованих як у той час, так і згодом:
|  | У лондонській газеті «Таймс» від 20 листопада 1882 року редактор повідомляє, що він отримав велику кількість листів стосовно цього явища. Він публікує два. Один кореспондент описує його як «чітко окреслене та за формою схоже на рибу… незвичайне та тривожне». Інший кореспондент пише про нього як про «величну світну масу, за формою трохи схожу на торпеду.Оригінальний текст (англ.) In the London Times, Nov. 20, 1882, the Editor says that he had received a great number of letters upon this phenomenon. He publishes two. One correspondent describes it as "well-defined and shaped like a fish … extraordinary and alarming." The other correspondent writes of it as "a most magnificent luminous mass, shaped somewhat like a torpedo." |

Хоча Форт припустив, що подія мала надприродний підтекст, наукова думка полягала в тому, що «промінь», ймовірно, являв собою дуже незвичайне явище полярного сяйва.
Маундер прокоментував:
|  | Цей «торпедоподібний» промінь світла був зовсім не схожий на будь-який інший небесне об'єкт, який я будь-коли бачив. Якість його світла та його поява під час сильної магнітної бурі та яскравого полярного сяйва, здається, вказують на його авроральне походження. Але воно дуже відрізнялося за зовнішнім виглядом від будь-якого іншого полярного сяйва, яке я будь-коли бачив.Оригінальний текст (англ.) This "torpedo-shaped" beam of light was quite unlike any other celestial object that I have ever seen. The quality of its light, and its occurrence while a great magnetic storm and a bright aurora were in progress, seem to establish its auroral origin. But it differed very widely in appearance from any other aurora that I have ever seen. |

## Сонячні явища
У статті 1904 року Маундер описав бурю як «дуже інтенсивне та тривале збурення», яке загалом тривало з 11 по 26 листопада. Він зазначив, що воно відбувалось одночасно «з усім проходом через видимий диск» групи сонячних плям 885 (гринвіцька нумерація). Ця група утворилася на диску 20 жовтня, вийшла за його західний край 28 жовтня, знову пройшла диск Сонця зі сходу на захід між 12 і 25 листопада та повернулася на східний край 10 грудня, перш ніж остаточно зникнути 20 грудня.
Зв'язок сонячної плями (або групи сонячних плям) у листопаді 1882 року з сильним полярним сяйвом, збоєм телеграфної системи та варіаціями знятих у Гринвічі магнітних показників спонукав Маундера до подальших досліджень зв'язку між сонячними плямами та магнітними явищами.